# Orlík (pták)
Orlík je české jméno pro několik rodů dravců z čeledi jestřábovitých, tvořících dohromady podčeleď Circaetinae. Jedná se o středně velké až velké ptáky obývající převážně Starý svět.

## Systematika
Následující systematika vychází z del Hoya a kol. (HBW and BirdLife International Illustrated Checklist of the Birds of the World. Volume 1: Non-passerines, 2014), které akceptuji ITIS i IUCN. Může však dojít ke změnám, je například navrhováno zařazení orlíka jestřábovitého do rodu Circaetus či zpětná překlasifikace orlíka nikobarského na poddruh orlíka chocholatého (toto pojetí je možné nalézt v IOC World Bird List, verze 7.3, červenec 2017).

### Rod:Circaetus
- orlík hnědý (Circaetus cinereus)
- orlík jižní (Circaetus fasciolatus)
- orlík krátkoprstý (Circaetus gallicus)
- orlík menší (Circaetus cinerascens)
- orlík savanový (Circaetus beaudouini)
- orlík tmavoprsý (Circaetus pectoralis)

### Rod:Dryotriorchis
- orlík jestřábovitý (Dryotriorchis spectabilis) – někdy řazen do rodu Circaetus

### Rod:Eutriorchis
- orlík madagaskarský (Eutriorchis astur)

### Rod:Spilornis
- orlík andamanský (Spilornis elgini)
- orlík filipínský (Spilornis holospilus)
- orlík chocholatý (Spilornis cheela)
- orlík kinabalský (Spilornis kinabaluensis)
- orlík Klossův (Spilornis klossi)
- orlík nikobarský (Spilornis minimus)
- orlík rudoprsý (Spilornis rufipectus)

### Rod: Terathopius
- orlík kejklíř (Terathopius ecaudatus)